# 丽卡·赖尼施
丽卡·赖尼施（德語：Rica Reinisch，1965年4月6日—），德国女子游泳运动员。她曾代表东德参加1980年夏季奥林匹克运动会游泳比赛，获得女子100米仰泳、女子200米仰泳和女子4×100米混合泳接力金牌。